# La tarde con María
La tarde con María fue un programa de televisión emitido por Canal Sur entre el 25 de junio de 2007 y el 4 de septiembre de 2009 y presentado por María del Monte.

## Historia
Producido por ZZJ, era grabado diariamente en los estudios de Televisión de Itaca.
Era emitido de 17:00 a 18:45 de lunes a viernes. El programa tenía el mismo estilo que Punto y Medio, programa del que fue "sucesor", añadiendo una sección de humor. También contaba con una sección musical, llamada La tarde musical, que era un programa dependiente de La tarde con María y sucesor de Punto y Música, con los humoristas Morta, Justo Gómez, Manolo Sarriá, Pepito el Caja y Manolo Mármol.
El programa fue sustituido el 7 de septiembre de 2009, por el nuevo programa de Juan y Medio, La tarde, aquí y ahora, con un estilo muy parecido al magazine de María y a Punto y Medio.

## Audiencias
| Temporada anual | Episodios | Audiencia          | Audiencia          | Audiencia                  |
| Temporada anual | Episodios | Espectadores       | Cuota de pantalla  | Horario                    |
| --------------- | --------- | ------------------ | ------------------ | -------------------------- |
| 2007            | 132       | Datos desconocidos | Datos desconocidos | Datos desconocidos         |
| 2008            | 257       | 414 000            | 18,7%              | Lunes-viernes, 16:30-18:20 |
| 2009            | 147       | 414 000            | 19,0%              | Lunes-viernes, 16:50-18:23 |
| Total           | 536       | 414 000            | 18,8%              | Lunes-viernes, 16:30-18:20 |